# Shereford
Shereford – wieś w Anglii, w hrabstwie Norfolk, w dystrykcie North Norfolk. Leży 41 km na północny zachód od Norwich i 161 km na północny wschód od Londynu.